# سويق (إب)

تعديل مصدري - تعديل

سويق محلة تابعة لقرية الخرشبة، التابعة لعزلة بني محرم بمديرية إب إحدى مديريات محافظة إب في الجمهورية اليمنية.، بلغ تعداد سكانها 46 حسب تعداد اليمن لعام 2004.